# Peuchen
Peuchen (ou piuchen) é uma criatura presente nas crenças mapuche e chilote. O peuchen é descrito como uma grande cobra com asas de morcego que se alimenta do sangue de pessoas e animais. Acredita-se que a única forma da pessoa que ouve o sibilar do peuchen (descrito como "piurüt piurüt") escapar da morte certa é vê-lo antes que ele a veja. O peuchen também poderia infestar casas, matando todos seus habitantes, caso em que a única forma de escapar era cruzando um curso de água corrente.